# Pseudodynerus quadrisectus
Pseudodynerus quadrisectus är en stekelart som först beskrevs av Thomas Say 1837.  Pseudodynerus quadrisectus ingår i släktet Pseudodynerus och familjen Eumenidae. Utöver nominatformen finns också underarten P. q. aztecus.